# Ancienne prison de Saint-Louis
L' ancienne prison de Saint-Louis est une prison situé à Saint-Louis sur l'île de Marie-Galante dans le département de la Guadeloupe en France. 
Elle est inscrite aux monuments historiques depuis le 9 octobre 2009 : « En totalité, à savoir les 2 bâtiments en totalité, le mur de clôture et le sol de la parcelle ».

## Historique
L'ancienne prison de Saint-Louis est située rue Hégésippe-Légitimus. Elle a été construite au milieu du XIXe siècle. Elle comporte deux bâtiments rectangulaires parallèles, fermés par une enceinte en pierre. Sa maçonnerie est faite de pierres calcaires enduites.

## Galerie

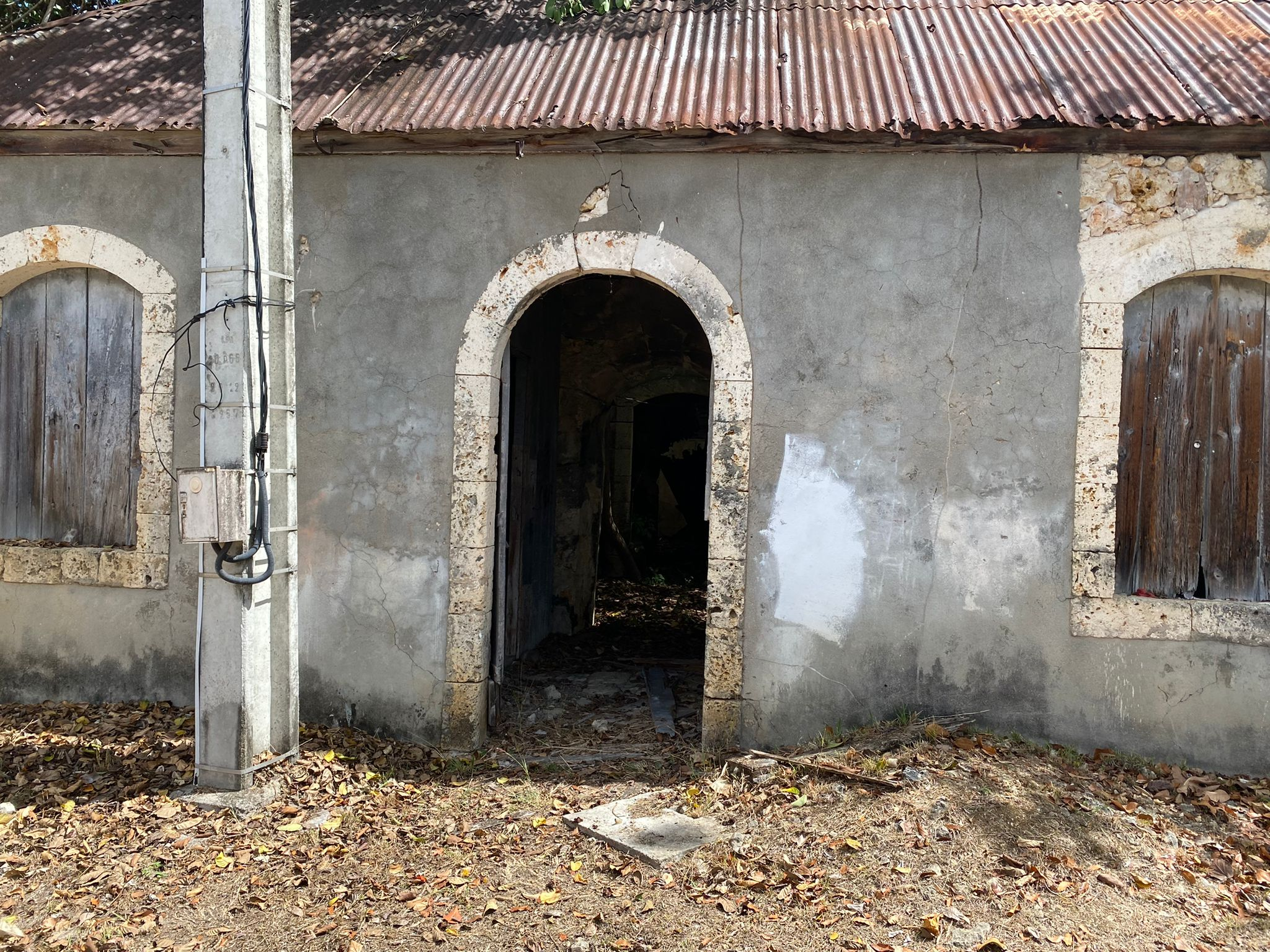
Prison de Saint-Louis (entrée)